# 瑞克和莫蒂 (第五季)
美國電視科幻情景喜劇動畫《瑞克和莫蒂》第五季共播出10集，是Adult Swim在2018年續訂的70集中的一部分。該季中賈斯汀·羅蘭德繼續聲演兩名主要角色。第五季於2021年6月20日首播，並於9月5日完結。

## 配音和角色

### 主要演員
- 賈斯汀·羅蘭德 飾演 瑞克·桑切斯和莫蒂·史密斯（英语：Morty Smith），動畫的兩位主角。瑞克是個古怪的瘋狂科學家，莫蒂是他善良、多愁善感的外孫。[4]
- 克里斯·帕內爾 飾演 傑瑞·史密斯，瑞克的女婿和莫蒂的父親。[4]
- 史賓瑟·葛拉莫（英语：Spencer Grammer） 飾演 桑美·史密斯，瑞克的外孫女和莫蒂的姐姐。[4]
- 莎拉·查爾克 飾演 貝絲·史密斯，瑞克的女兒和莫蒂的母親，是一名獸醫。[4]
  - 莎拉·查爾克在該季中可能同時飾演複製人貝絲一角。[5]

### 常設角色
- 卡莉·華格葛倫（英语：Kari Wahlgren） 飾演 潔西卡。是莫蒂的暗戀對象。[6]

### 客串角色
- 丹·哈蒙 飾演 鳥人/鳳凰人，以前是瑞克的朋友之一，之後被戴美改造成了生化人。[6]
- 丹·哈蒙 亦飾演 尼姆布斯，他是該季中瑞克的死對頭。[7]

## 集數
| 總集數 | 集數 （季） | 標題             | 導演                | 編劇                       | 首播日期      | 製作 代碼 | 美國收視人數 （百萬） |
| ------ | ----------- | ---------------- | ------------------- | -------------------------- | ------------- | --------- | --------------------- |
| 42     | 1           | 與瑞克安德烈莫餐 | 雅各·海爾           | 傑夫·洛夫尼斯              | 2021年6月20日 | RAM-501   | 1.29                  |
| 43     | 2           |                  | 盧卡斯·格雷         | 阿爾布羅·倫迪              | 2021年6月27日 | RAM-502   | 1.15                  |
| 44     | 3           |                  | 胡安·荷西·梅薩-利昂 | 羅伯·施拉布                | 2021年7月4日  | RAM-503   | 1.00                  |
| 45     | 4           |                  | 艾麗卡·海斯         | 尼古拉斯·瑞瑟福德          | 2021年7月11日 | RAM-505   | 0.95                  |
| 46     | 5           |                  | 林慶熙              | 安妮·蓮恩                  | 2021年7月18日 | RAM-506   | 0.77                  |
| 47     | 6           |                  | 道格拉斯·奧爾森     | 詹姆斯·西西里亞諾          | 2021年7月25日 | RAM-507   | 0.93                  |
| 48     | 7           |                  | 雅各·海爾           | 約翰·哈里斯                | 2021年8月1日  | RAM-504   | 0.82                  |
| 49     | 8           |                  | 艾麗卡·海斯         | 阿爾布羅·倫迪              | 2021年8月8日  | RAM-508   | 0.83                  |
| 50     | 9           |                  | 林慶熙              | 西沃恩·湯普森              | 2021年9月5日  | RAM-509   | 0.91                  |
| 51     | 10          |                  | 雅各·海爾           | 傑夫·洛夫尼斯、史考特·馬德 | 2021年9月5日  | RAM-510   | 0.94                  |